# Banzai Pipeline
Banzai Pipeline, souvent abrégé Pipeline ou Pipe, est un spot de surf américain mondialement connu, situé à Hawaï.

## Généralités
Pipeline est l'un des spots de surf les plus prestigieux de la planète. Mais avec la beauté de la vague, quasiment cylindrique, puissance et proximité avec le fond de corail en font aussi le spot le plus dangereux. Sa situation exceptionnelle sur la côte Nord (North Shore) d'Oahu lui offre des conditions de houles idéales durant tout l'hiver.
Son nom viendrait des tuyaux qui courent sous la Kamehameha Highway.
Si certains spots rivalisent aujourd'hui avec la puissance de Pipeline (comme Teahupoo à Tahiti), sa proximité de la plage et son aura en font la vague la plus redoutée ce qui lui a valu son surnom de most infamous wave.
Chaque année, de nouvelles victimes sont à déplorer, y compris parmi les surfeurs les plus expérimentés comme le Tahitien Malik Joyeux, bien connu et apprécié entre autres pour avoir surfé des vagues gigantesques à Teahupoo.
Une compétition prestigieuse y est disputée chaque année au mois de décembre clôturant la saison du WCT comptant dans un même temps pour la très disputée triple crown of surfing.
Pipeline est essentiellement une « gauche », c'est-à-dire que la vague déroule vers la gauche pour le surfeur qui fait face à la plage. Mais dans certaines conditions, elle déferle également en droite, on parle alors de Backdoor.

## Vainqueur du Pipe Master
-2016:  Michel Bourez
Ce spot renommé accueille chaque année la dernière étape du championnat du monde de surf. 